# Свет (филм)
Свет је југословенски ТВ филм из 1989. године. Режирао га је Дејан Ћорковић а сценарио је написан по делу Бранислава Нушића.

## Улоге
| Глумац                  | Улога                            |
| ----------------------- | -------------------------------- |
| Петар Краљ              | Тома Милентијевић                |
| Горица Поповић          | Стана, Томина жена               |
| Ивана Жигон             | Нада, Томина ћерка               |
| Вјера Мујовић           | Јелкица, Томина ћерка            |
| Миодраг Радовановић     | Сима Јеремић, чиновник у пензији |
| Ђурђија Цветић          | Госпођа Живановић                |
| Мира Бањац              | Госпођа Томић                    |
| Бранка Петрић           | Гђа Марта, младожењина тетка     |
| Зоран Цвијановић        | Учитељ музике                    |
| Љиљана Јовановић        | Каја, Томина служавка            |
| Ненад Перван            | Младожења                        |
| Миња Стевовић Филиповић | Ана - Томина служавка            |